# Euselasia eumedia
Euselasia eumedia är en fjärilsart som beskrevs av William Chapman Hewitson 1852. Euselasia eumedia ingår i släktet Euselasia och familjen Riodinidae. Inga underarter finns listade i Catalogue of Life.

## Bildgalleri

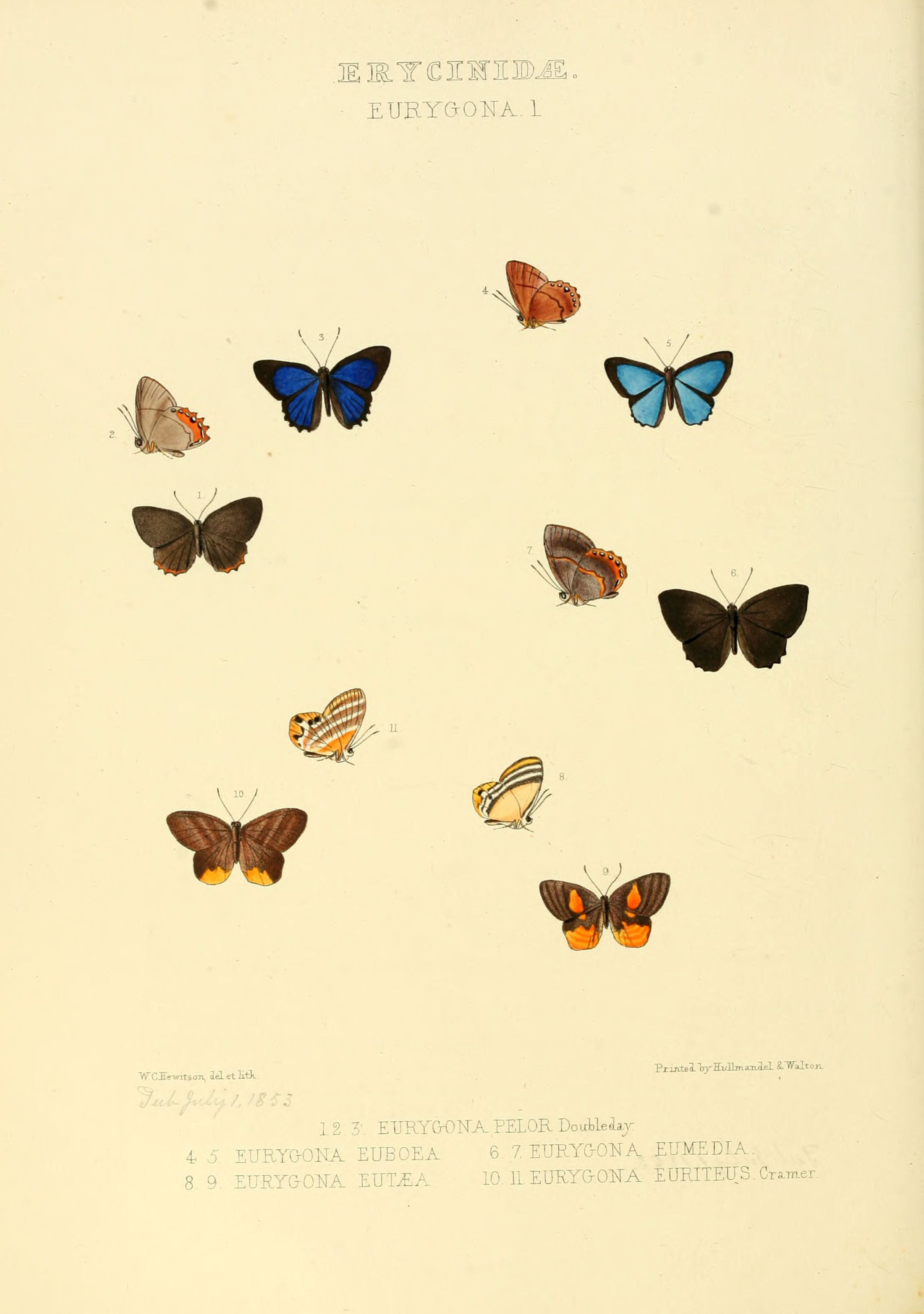